# Hugo Sonnenschein

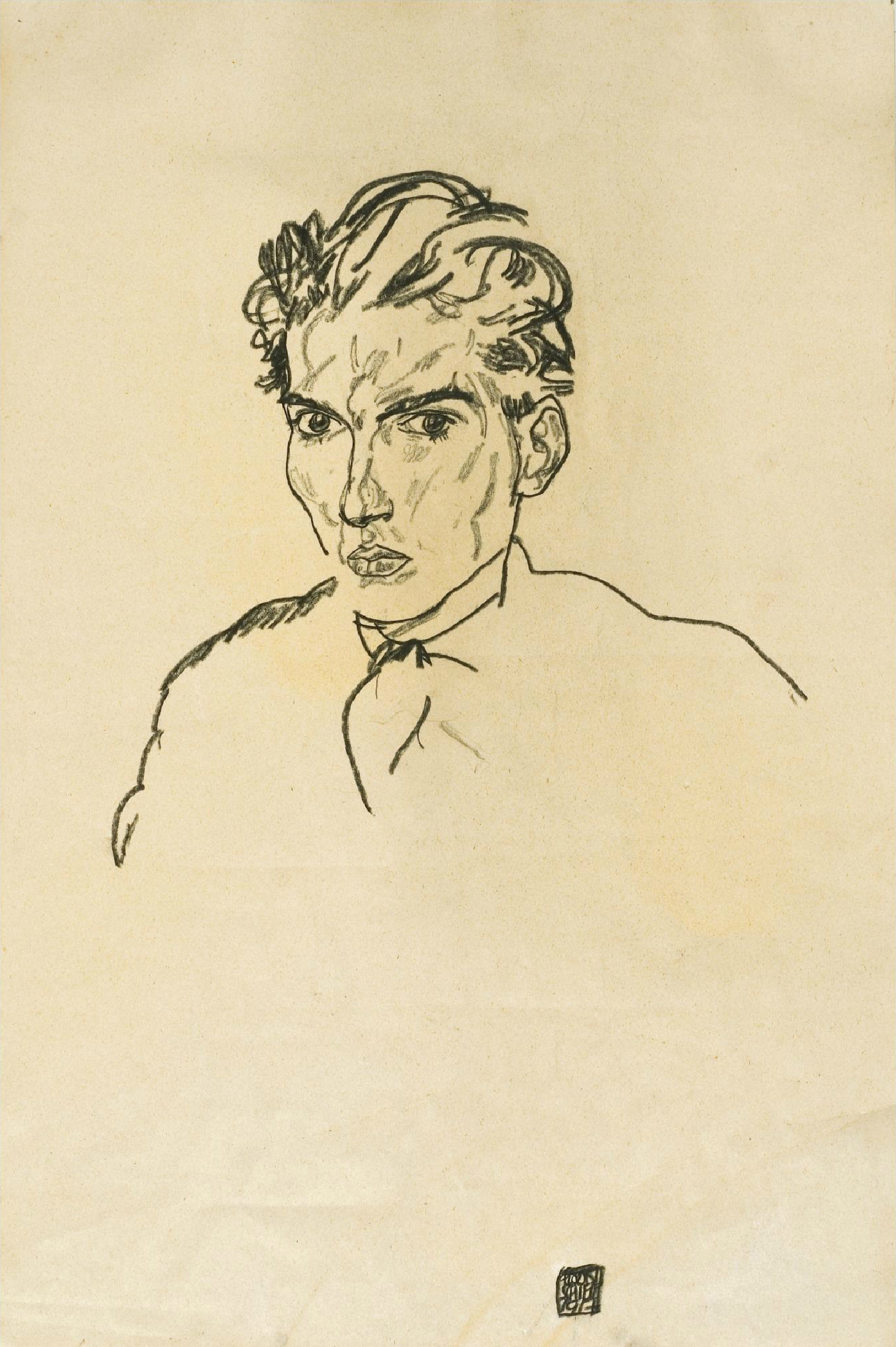
Hugo Sonnenschein (Egon Schiele, 1917

Hugo Sonnenschein (pseudonym Sonka) (25. května 1889, Kyjov – 20. července 1953 v Mírově) byl český, německy píšící básník a anarchista.

## Život

### Mládí
Narodil se v rodině kyjovského židovského obchodníka (Produktenhändler) Adolfa Sonnenscheina a manželky Berthy, rozené Hirschové. Pocházel z německy mluvícího prostředí, dva roky však studoval na kyjovském českém gymnáziu. Pro neúspěchy ve studiu přestoupil na brněnskou obchodní akademii, kde se zařadil mezi anarcho-komunisty.

### Mezi válkami
Po první světové válce vedl bouřlivý život, jak soukromý (milostný), tak politický. Pro své politické postoje byl opakovaně zatýkán. V říjnu 1920 informoval dobový tisk o tom, že byl spolu s dalšími komunistickými aktivisty, spisovatelkou Helenou Malířovou a Emanuelem Vajtauerem (pozdějším předním kolaborantem) zatčen na severu Norska ve Vardø, nejvýchodnějším městě Norska, blízko ruských hranic. Touto cestou se měli vracet z pobytu v sovětském Rusku, kde se zúčastnili II. světového kongresu Komunistické internacionály. V roce 1921 byl vypovězen z Rakouska „...v důvodu veřejného pořádku“, opětovně byl v Rakousku zatčen a vypovězen v únoru 1934, v době Dollfussova útoku na sociální demokraty a rakouské občanské války. Spoluzakládal rakouskou i československou komunistickou stranu, z níž byl ve třicátých letech vyloučen jako trockista.
Přátelil se s Ivanem Olbrachtem, Vladislavem Vančurou, S. K. Neumannem nebo Otokarem Březinou. Setkal se s V. I. Leninem, Adolfem Hitlerem,[zdroj?] Benitem Mussolinim[zdroj?], psal si s Lvem Trockým.

### Závěr života - vězeň
V roce 1940 byl zatčen a roku 1943 byl deportován spolu se svojí druhou manželkou Rosou do koncentračního tábora v Osvětimi. Po osvobození tábora Rudou armádou pobýval v Moskvě a s českou exilovou vládou se v roce 1945 vrátil do Prahy. V témže roce byl lidovým soudem odsouzen na 20 let těžkého žaláře za údajnou kolaboraci s gestapem. O stupni jeho viny a skutečných příčinách odsouzení se vedou odborné spory.
Zemřel v roce 1953 ve věznici na Mírově.

### Rodinný život
Hugo Sonnenschein byl dvakrát ženat. Jeho druhá žena zahynula v Osvětimi; první manželka, klavíristka Marie Svobodová, se k němu po 2. světové válce vrátila a pečovala o něj. Ze dvou manželství měl tři syny.

## Dílo

### Česká vydání
Ke knižnímu vydání českého překladu básní Huga Sonnenscheina došlo až v 21. století:
- Krise či rozklad v Kominterně - K situaci v komun. straně Čs. (Ve shodě s jinými zakladateli K.S.Č. a průkopníky K.I. napsal Sonka, Vídeň, nákladem vlastním, 1929)
- Cesta k svobodě = Der Weg zur Freiheit (česko-německy, Praha, Edition Offener Weltbund, 1937)
- Zaběhl jsem se s toulavými psy (z německých originálů přeložil a doslov napsal Radek Malý, Praha, Dybbuk, 2009)

### Německá vydání (první vydání)
- Ichgott, Massenrausch und Ohnmacht (jednoaktová tragédie, Paris, Wien, Utopia, 1910)
- Närrisches Büchel (Paris, Utopia, 1910)
- Geuse einsam von Unterwegs (Wien, Leipzig, nakl. Adria, 1912)
- Erde auf Erden (Wien, vl.nákl., 1915 a Ed. Strache 1920)
- Slovakische Lieder (Wien, Berlin, Genossenschaftsverlag, 1919)
- Die Legende vom Weltverkommenen (Leipzig, Wien, Zürich, E.P. Tal & Co., 192
- Slovakische Heimat (Praha, Fr. Borový, 1920)
- War ein Anarchist (výběr ze sedmi knih, Berlin, Ernst Rowohlt, 1921)
- Der Bruder Sonka und die allgemeine Sache, oder, Das Wort gegen die Ordnung (Berlin, Wien, Leipzig, Paul Zsolnay Verlag, 1930)[12]
- Meine slowakische Fibel : (s 16 obraz. přílohami, Prag, Edition Corona, D. Drégr, 1935)
- Nichts als Brot und Freiheit (Prag, Edition Corona, A. Drégr, 1935)
- Der Bruder wandert nach Kalkutta (Prag, Edition Offener Weltbund, 1936)
- Cesta k svobodě = Der Weg zur Freiheit (česko-německy, Praha, Edition Offener Weltbund, 1937)
- Terrhan oder Der Traum von meiner Erde (Wien, Zsolnay, 1988)
- Schritte des Todes - Traumgedichte aus Auschwitz (Wien, Monte Verita, 1993)

## Inspirace v literatuře
O životě Hugo Sonnenscheina napsal Jiří Kamen románový fiktivní životopis Hugo.

## Zajímavost
Publikace Cesta k svobodě = Der Weg zur Freiheit s osobním věnováním autora z 18. října 1937 je součástí osobní knihovny Karla Čapka.